# Bombardier Voyager
De Voyager is een dieselelektrisch treinstel, bestemd voor het langeafstands-personenvervoer. De trein is een modulair concept: hij kan worden uitgevoerd met vier, vijf of negen rijtuigen. Er zijn ook treinen uitgerust met kantelbaktechniek.

## Geschiedenis
Het treinstel werd in de 20e eeuw ontworpen en ontwikkeld door Bombardier. Een deel van deze treinen werd in Wakefield (UK) gebouwd en in Brugge (België) gebouwd.

## Constructie en techniek
Het treinstel is opgebouwd uit een stalen frame met luchtgeveerde draaistellen. Sommige treinstellen zijn uitgerust met kantelbaktechniek. Door deze installatie is het mogelijk dat het rijtuig ongeveer 8° gaat kantelen en daardoor meer comfort in de bochten merkbaar is.

## Overzicht
| Serie     | Afbeelding | Vervoerder                        | In dienst gesteld | Aantal     | Aantal rijtuigen | Aandrijving       |
| --------- | ---------- | --------------------------------- | ----------------- | ---------- | ---------------- | ----------------- |
| Class 220 |            | CrossCountry                      | 2001 - 2004       | 34         | 4                | Diesel elektrisch |
| Class 221 |            | Avanti West Coast en CrossCountry | 2001 - 2004       | 40 + 4     | 5 en 4           | Diesel elektrisch |
| Class 222 |            | East Midlands Railway             | 2004-2005         | 4 + 17 + 6 | 4, 5, 7 (9)      | Diesel elektrisch |